# Măng đá

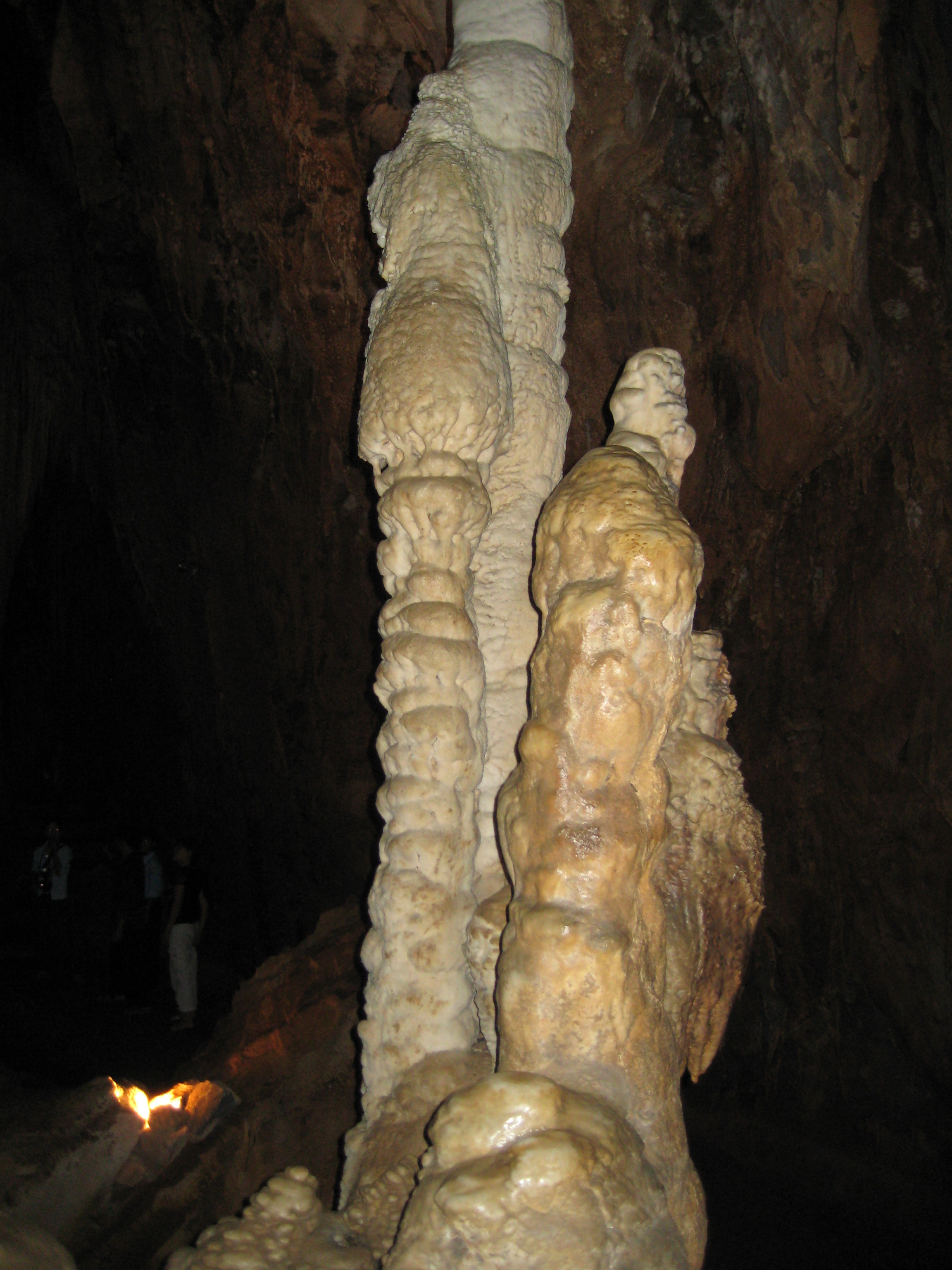
Măng đá trong động Phong Nha, Việt Nam.

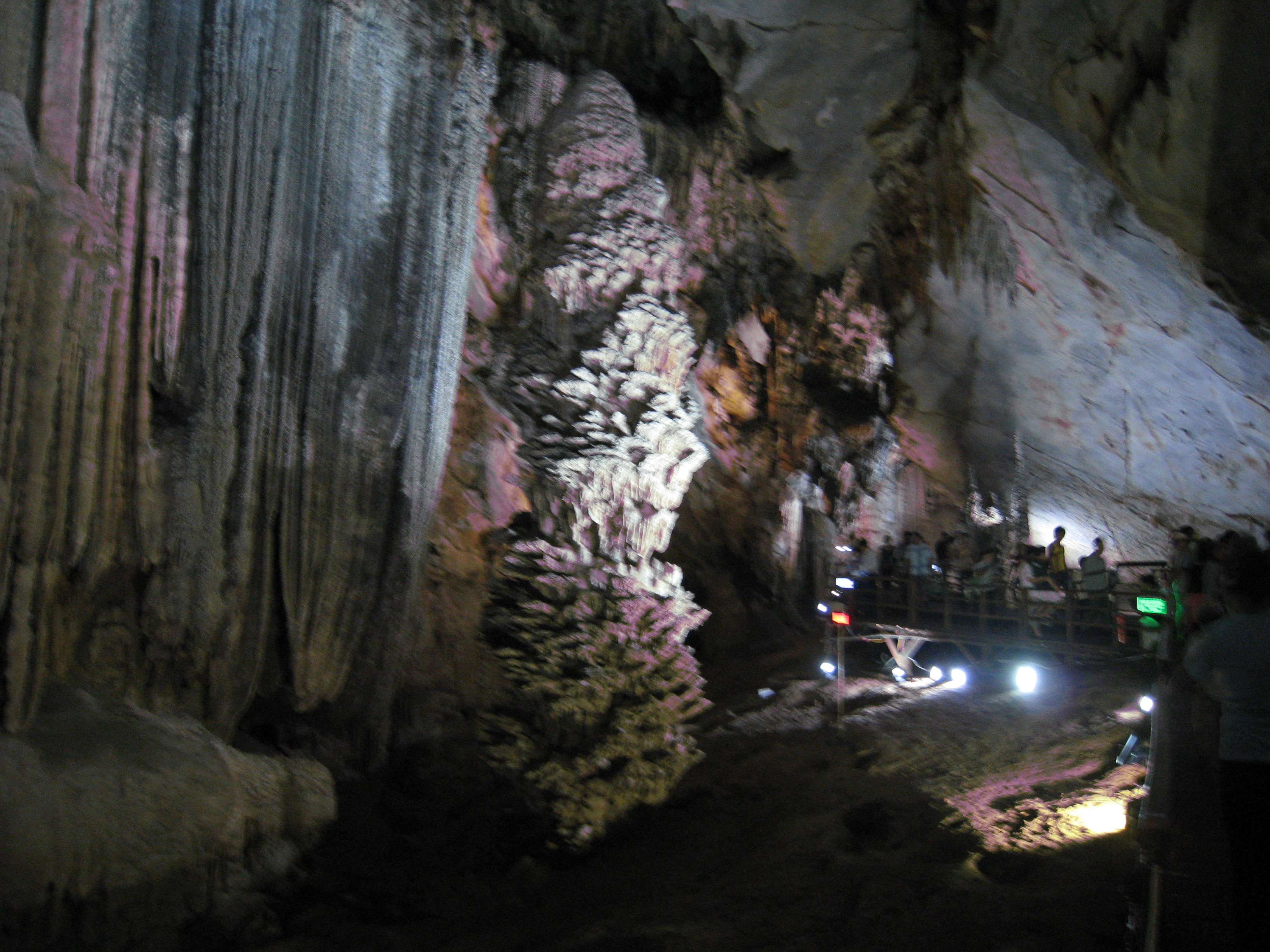
Măng đá và nhũ đá trong hang Thiên Đường, Việt Nam.

Măng đá là một dạng trầm tích hang động phát triển từ nền hang động đá vôi lên, với hình măng, nón thấp nhỏ... được thành tạo do kết tủa cacbonat calci (CaCO3) từ nước chảy qua đá vôi ở trần hang động, cao dần dần trên nền hang động. Măng đá hình thành chỉ khi có điều kiện pH nhất định ở hang động ngầm. Sự hình thành tương tự nhưng từ trần hang động xuống gọi là nhũ đá hay thạch nhũ (vú đá). Măng đá và nhũ đá gặp nhau thì tạo thành cột đá. Trong trường hợp bề mặt măng đá có dầu mỡ thì quá trình kết tủa đá sẽ bị ảnh hưởng, do đó khách tham quan hang động thường được yêu cầu không sờ vào bề mặt măng đá.
Măng đá lớn nhất thế giới cao 70 m (229,66 ft) nằm tại hang Sơn Đoòng, Việt Nam